# RealSound
RealSound — запатентованная (№ US US5054086 A) технология для IBM-PC-совместимых компьютеров, созданная Стивом Витцелем (англ. Steve Witzel) из Access Software в конце 1980-х.

## Описание
RealSound обеспечивает воспроизведение 6-битного цифрового звука с импульсно-кодовой модуляцией (PCM) на динамике ПК с помощью привода широтно-импульсной модуляции (PWM), что позволяет программно управлять амплитудой смещения громкоговорителя. Технология использовалась при озвучивании некоторых компьютерных игр. На момент выпуска звуковые карты были очень дорогими, и RealSound позволял игрокам слышать относительно реалистичные звуки и речь без дополнительного звукового оборудования, а только лишь стандартного динамика ПК. RealSound была настолько впечатляющей технологией, что несколько других разработчиков видеоигр для ПК, например Legend Entertainment, лицензировали её для использования в своих играх. Однако к середине 1990-х цены на звуковые карты упали до такой степени, что в конечном итоге они стали базовым требованием для вывода звука в компьютерных играх, в результате чего технология RealSound стала не актуальной.

## Примеры компьютерных игр
- Echelon (1987)[9]
- Crime Wawe (1990)[10]
- Spellcasting 101: Sorcerers Get All the Girls (1990)
- Amazon: Guardians of Eden (1992)
- Companions of Xanth (1993)